# Нітрометан
Ні́тромета́н CH3-NO2 (рос. нитрометан, англ. nitromethane; нім. Nitromethan n) — рідка ВР, що застосовується для внутрішньопластового висадження при видобутку нафти та газу. Нітрометан леткий та отруйний. Але малочутливий до механічних впливів. За енергетичними показниками аналогічний гексогену.

## Отримання
У хімічній промисловості нітрометан зазвичай отримують деструктивним нітруванням нижчих алканів, наприклад, пропану, 50-70%  нітратною кислотою при 400-700 °C. У цьому процесі також утворюються нітроетан, 1-нітропропан, 2-нітропропан. Суміш нітросполук розділяють  ректифікацією.
У лабораторії нітрометан може бути отриманий з  хлорацетату натрію за такою реакції (Г. Кольбе) з виходом 35-38%:
{\displaystyle {\mathsf {CH_{2}ClCOOH+NaNO_{2}+H_{2}O\rightarrow CH_{3}NO_{2}+NaCl+NaHCO_{3}}}}
або реакцією  Бромметану з  нітритом срібла (реакція Мейєра):
{\displaystyle {\mathsf {CH_{3}Br+AgNO_{2}\rightarrow CH_{3}NO_{2}+AgBr\downarrow }}}
також реакцією диметилсульфату з  нітритом натрію:
{\displaystyle {\mathsf {(CH_{3})_{2}SO_{4}+2NaNO_{2}\rightarrow 2CH_{3}NO_{2}+Na_{2}SO_{4}}}}

## Застосування
Нітрометан використовується як самостійна рідка морозостійка ВР, що не змішується з водою, а також як компонент аміачно-селітрових сумішей та алюмовмісних ВР. Нітрометан застосовують також як розчинник, для екстракції ароматичних вуглеводнів із сумішей з аліфатичними та аліциклічними; як напівпродукт для синтезу хлорпікрину, нітроспиртів, вибухових речовин, як паливо для двигунів автомобілів, що беруть участь у змаганнях з драг-рейсингу і як добавка (5-30%) до метанолу в паливі для авіамодельних двигунів.

## Небезпека використання
Нітрометан - сильна отрута, яка діє на центральну нервову систему. Допустима гранична концентрація в повітрі 0,01%. При нагріванні під тиском нітрометан може вибухнути.